# Cupido argiades
Cupido argiades là một loài bướm thuộc họ Lycaenidae. Nó được tìm thấy ở miền trung châu Âu to Nhật Bản.

## Hình ảnh

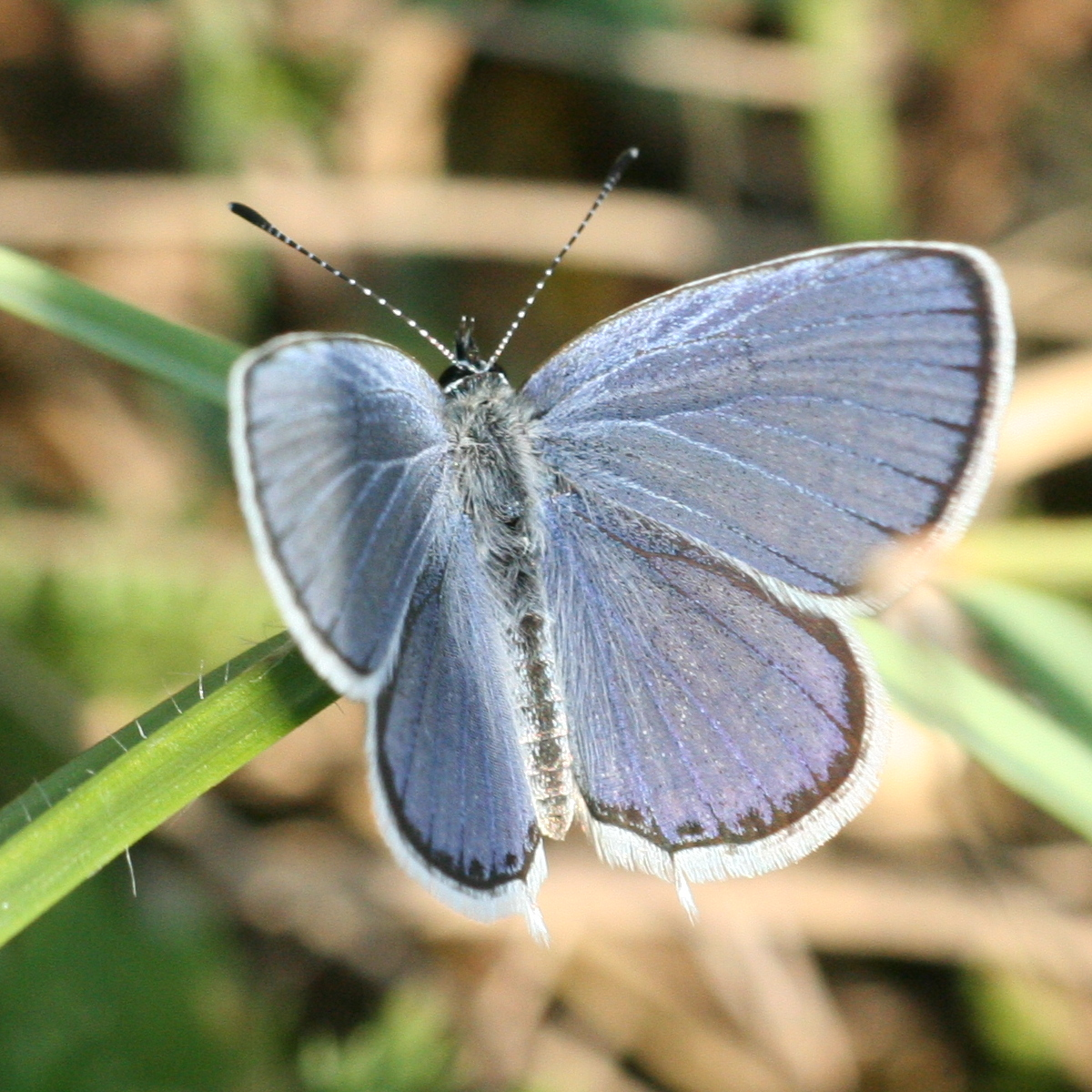
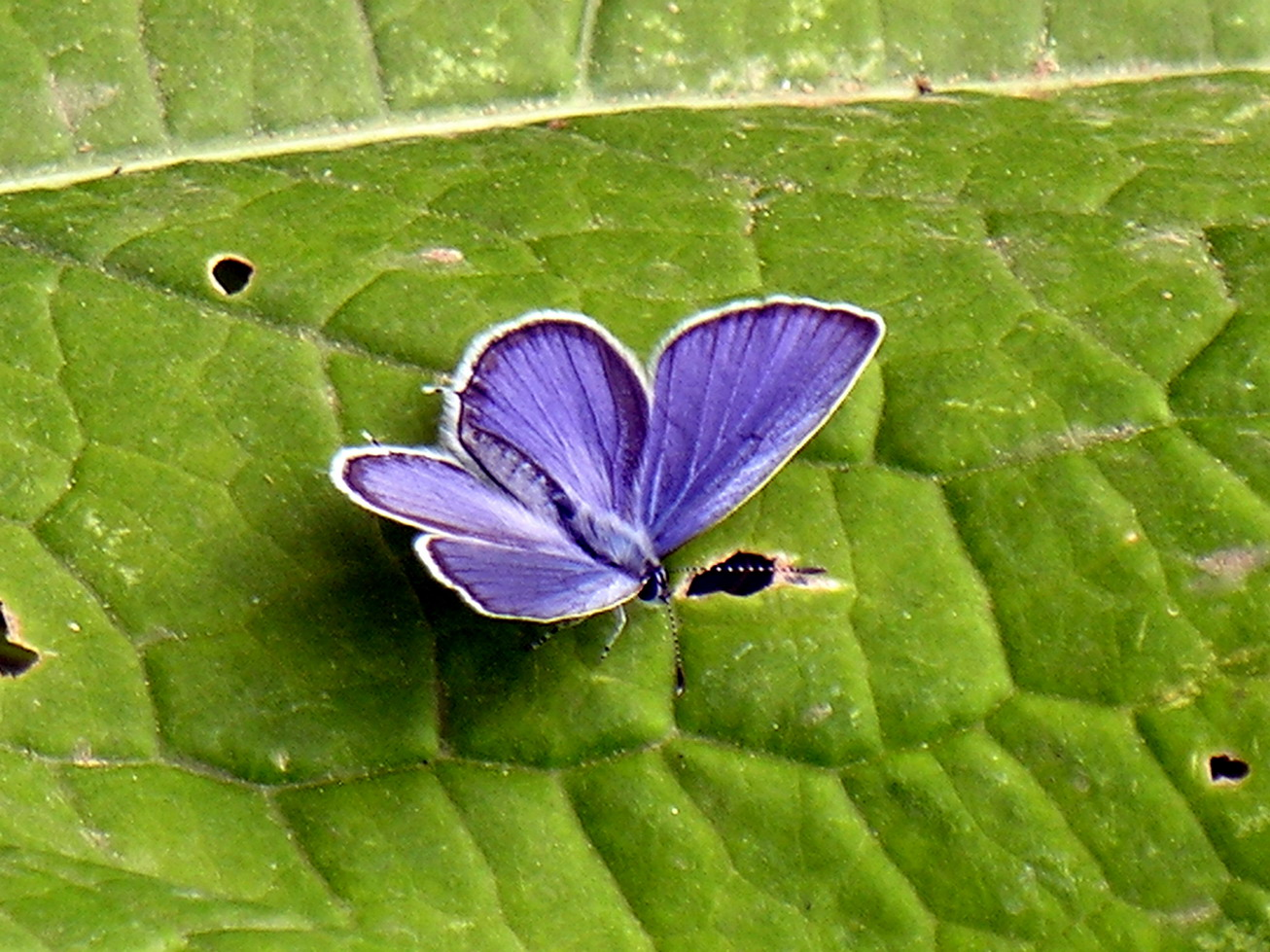
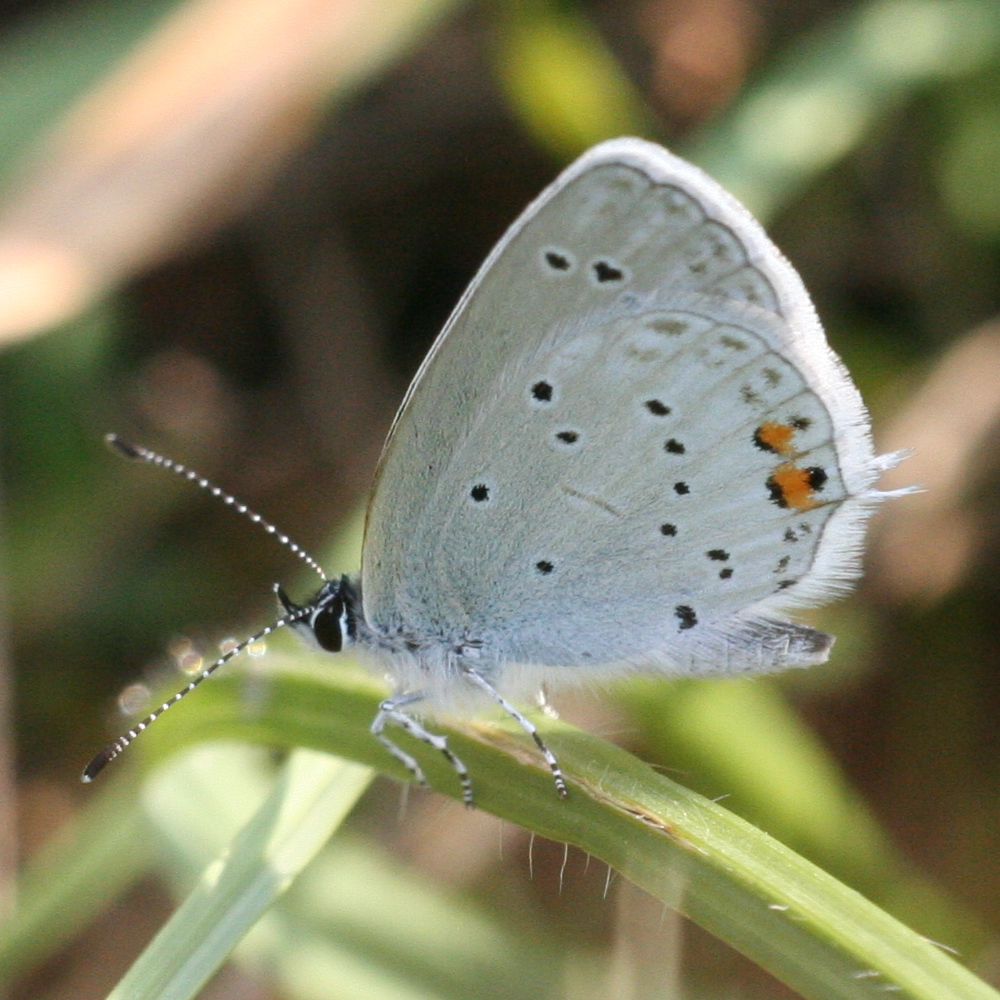
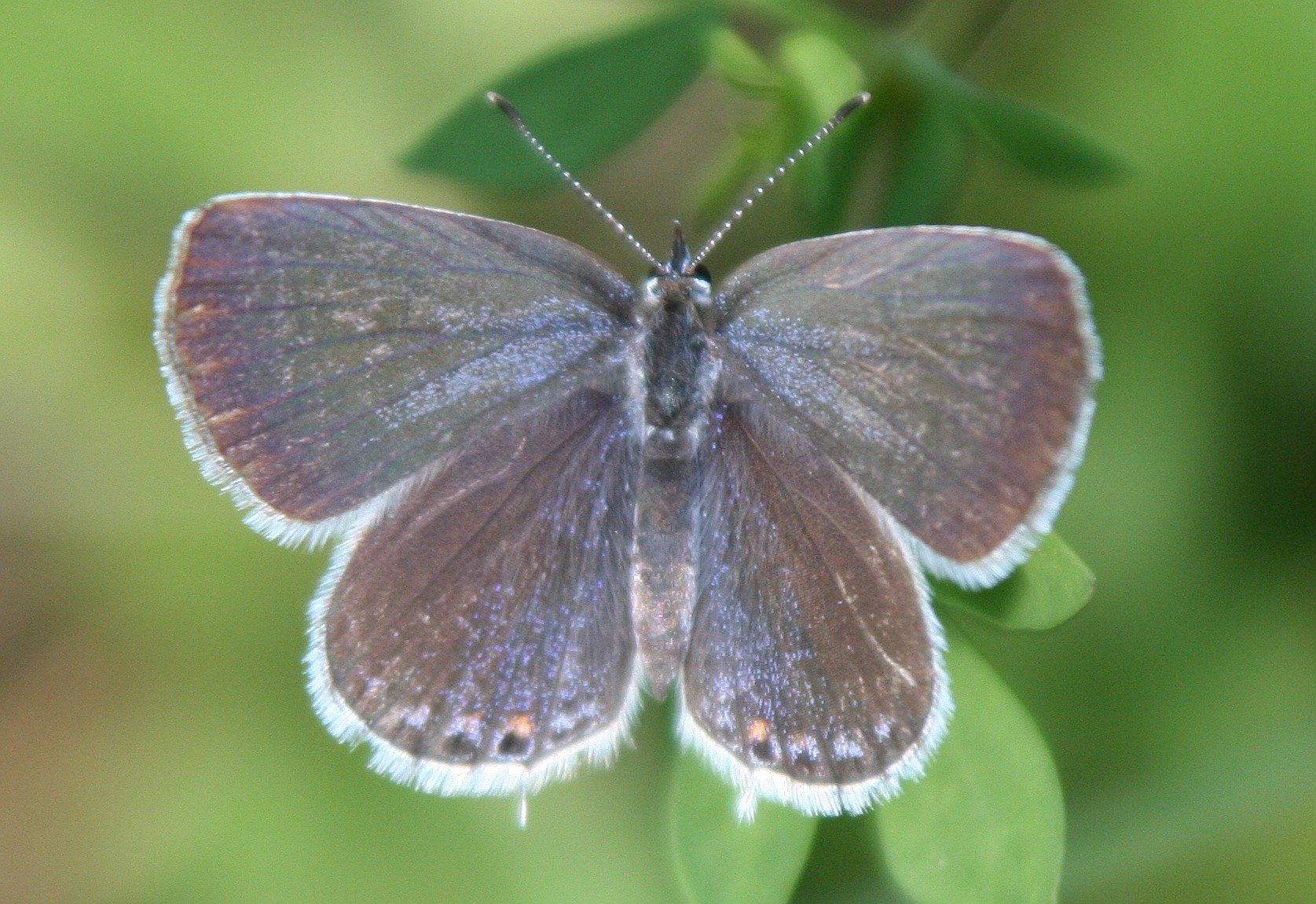